# Фьяно (Пьемонт)
Фьяно (итал. Fiano) — коммуна в Италии, располагается в регионе Пьемонт, в провинции Турин.
Население составляет 2558 человек (2008 г.), плотность населения составляет 213 чел./км². Занимает площадь 12 км². Почтовый индекс — 10070. Телефонный код — 011.
Покровителями коммуны почитаются Пресвятая Богородица (Дева Мария Розария), празднование 7 октября, и святой Дезидерий.

## Демография
Динамика населения:

## Администрация коммуны
- Официальный сайт: http://www.comune.fiano.to.it